# Preszlav (Ukrajna)
Preszlav (ukránul: Преслав) falu Ukrajna déli részén, az Azovmelléken, a Zaporizzsjai terület Begyanszki járásában, Primorszk községben. Lakossága a 2001-es népszámlálás idején 2109 fő volt. 2018-tól nem rendelkezik saját önkormányzattal, a Primorszki Városi Tanács alárendeltségébe tartozik.

## Fekvése
Az Obityicsna folyó jobb partján, az Azovi-tengertől , illetve annak Obityicsna-öblétől 1,5 km-re fekszik. Távolsága a járási központtól, Primorszktól 12 km. A faluhoz eső legközelebbi vasútállomás Jelizavetyivka, amely a Polohi–Bergyanszk vasútvonalok található.

## Története
Az Azovi-tenger partvidéke ősidőktől lakott. A falu környékén bronzkori, majd az i.e. 4–3. századból származó szkíta leletek is előkerültek. A 13. századtól nogajok éltek a területen, akik a 19. században Törökországba távoztak. A cári kormányzat a területre 1860-ben bolgárokat telepített be Besszarábiából. Az egykori nogaj aul, Sekli helyén hozták létre a bolgárok a településüket, amelyet az első bolgár főváros (Veliki Preszlav) után Preszlavnak neveztek el.